# Larger Than Life
Larger Than Life (englisch für „Größer als das Leben“) ist ein Lied der US-amerikanischen Gesangstruppe Backstreet Boys aus dem Jahr 1999.

## Entstehung und Veröffentlichung
Musik und Text stammen von Brian Littrell, Kristian Lundin und Max Martin. Lundin und Martin zeichneten darüber hinaus mit Rami Yacoub für die Produktion verantwortlich. Inhaltlich ist der Song als Dank der Band für die Unterstützung durch die Fangemeinde zu verstehen. Er hebt den positiven Einfluss der Fans auf das Leben der Künstler hervor.
Das Lied erschien beim Musiklabel Jive Records nach dem Titel I Want It That Way als zweite Singleauskopplung ihres dritten Studioalbums Millennium. Als B-Seite enthält die Single das Stück If You Knew What I Knew.

## Musikvideo
Das Musikvideo im futuristischen, roboterhaften Stil kostete etwa 1,8 Millionen Euro.

## Kommerzieller Erfolg

### Chartplatzierungen
| ChartsChartplatzierungen       | Höchstplatzierung | Wochen |
| ------------------------------ | ----------------- | ------ |
| Deutschland (GfK)              | 5 (13 Wo.)        | 13     |
| Österreich (Ö3)                | 15 (12 Wo.)       | 12     |
| Schweiz (IFPI)                 | 10 (19 Wo.)       | 19     |
| Vereinigte Staaten (Billboard) | 25 (19 Wo.)       | 19     |
| Vereinigtes Königreich (OCC)   | 5 (14 Wo.)        | 14     |

| ChartsJahrescharts (1999) | Platzierung |
| ------------------------- | ----------- |
| Deutschland (GfK)         | 75          |

### Auszeichnungen für Musikverkäufe
| Land/Region                  | Auszeichnungen für Musikverkäufe (Land/Region, Auszeichnung, Verkäufe) | Verkäufe |
| ---------------------------- | ---------------------------------------------------------------------- | -------- |
| Australien (ARIA)            | 2× Platin                                                              | 140.000  |
| Kanada (MC)                  | Platin                                                                 | 80.000   |
| Neuseeland (RMNZ)            | Gold                                                                   | 5.000    |
| Schweden (IFPI)              | Gold                                                                   | 15.000   |
| Vereinigtes Königreich (BPI) | Gold                                                                   | 400.000  |
| Insgesamt                    | 3× Gold · 3× Platin ·                                                  | 640.000  |

Hauptartikel: Backstreet Boys/Auszeichnungen für Musikverkäufe